# Bonincontro Morigia
Bonincontro Morigia  (Monza, XIVe siècle) est un historien et un homme politique italien de la fin du Moyen Âge, actif à Monza.

## Biographie
Bonincontro Morigia, membre d'une importante famille Gibelins de Monza, prit une part active aux luttes politiques de son époque en se rangeant aux côtés des Visconti, ducs de Milan.
Il fit aussi partie du Conseil des Douze qui administrait la ville et à une seule occasion ambassadeur à Venise
Dans son Chronicon Modoetiense il décrit l'histoire de Monza de l'origine à son époque ainsi qu'une chronique de Milan de 1300 à 1349.
Bonincontro Morigia est le premier auteur connu à rapporter la légende selon laquelle le nom latin de Monza (Modoetia) dériverait d'une vision eue pendant le sommeil par la reine Théodelinde. Une colombe symbole du Saint-Esprit l'aurait invitée à fonder, en ce lieu, sa capitale en portant dans son bec un carton avec l’inscription Modo (« Ici ») et la reine aurait répondu Etiam (« oui »).
De cette chronique est inspirée une partie des fresques peintes par les Zavattari dans la Cappella della Regina Teodolinda  du Dôme de Monza.
Bonincontro Morigia a été aussi le premier biographe de saint Gerardo dei Tintori, saint patron de Monza (avec saint Jean-Baptiste). L'écrit sur saint Gérard  se trouve dans Chronicon Modoetiense.
Il fait aussi l'énumération des nombreux miracles que le saint aurait réalisé. Il aurait été lui-même témoin oculaire d'un de ceux-ci.

## Ouvrages
- Chronicon Modoetiense,

## Crédit d'auteurs
- (it) Cet article est partiellement ou en totalité issu de l’article de Wikipédia en italien intitulé « Bonincontro Morigia » (voir la liste des auteurs).